# Serralunga d'Alba
Serralunga d'Alba est une commune de la province de Coni dans le Piémont en Italie.

## Le château

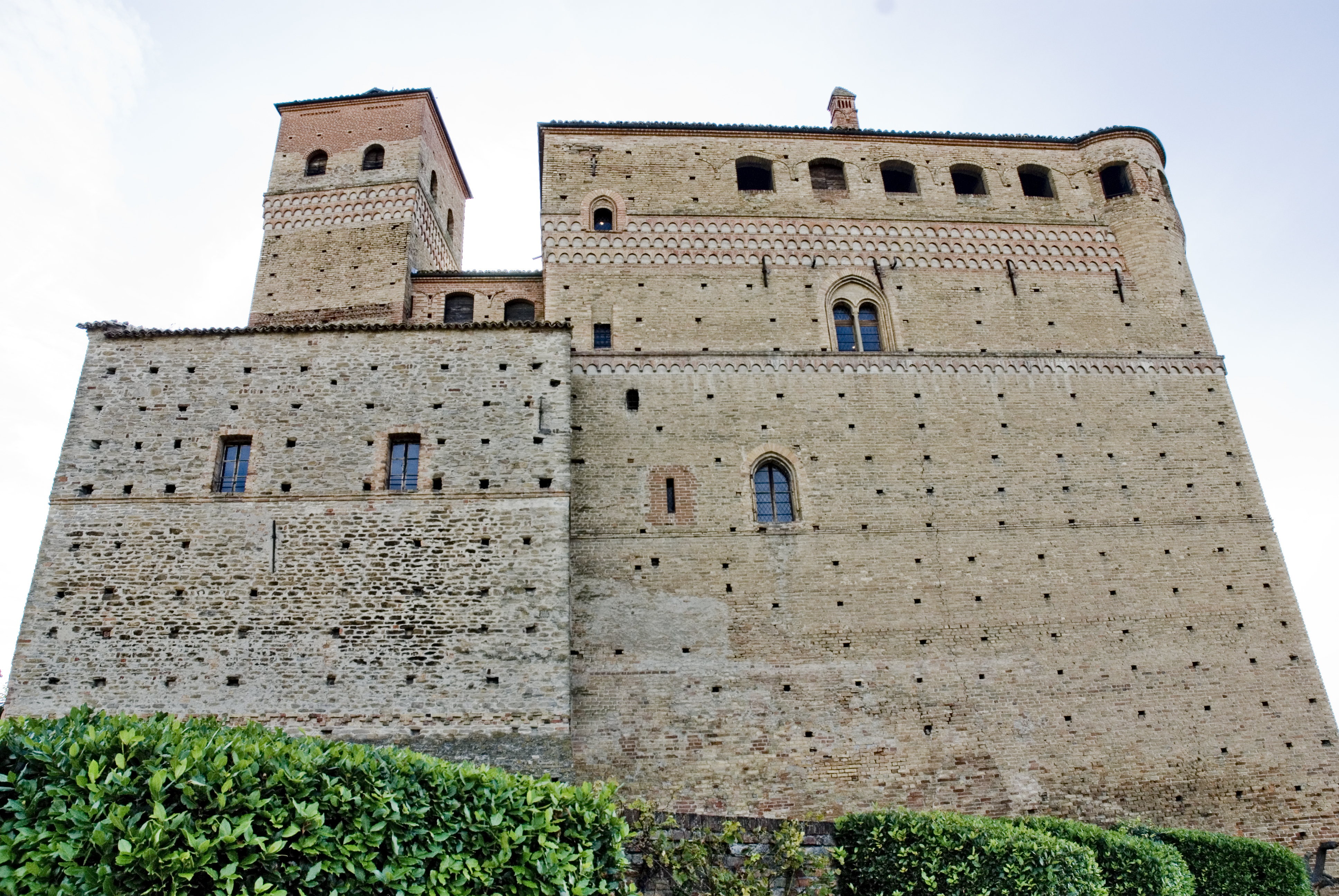
Le château.

Le château de Serralunga a été construit par la famille Falletti entre 1314 et 1320.

## Administration
| Période                                  | Période  | Identité                | Étiquette | Qualité |
| ---------------------------------------- | -------- | ----------------------- | --------- | ------- |
| 14 juin 2004                             | En cours | Nicolas Cabases Cabases |           |         |
| Les données manquantes sont à compléter. |          |                         |           |         |

### Communes limitrophes
Alba, Castiglione Falletto, Diano d'Alba, Monforte d'Alba, Montelupo Albese, Roddino, Sinio